# Laura Harris
Laura Elizabeth Harris (* 20. November 1976 in Vancouver, British Columbia) ist eine kanadische Schauspielerin.

## Leben
Harris wurde vor allem durch ihre Rollen als Daisy Adair in der Fernsehserie Dead Like Me – So gut wie tot, sowie als Marie Warner in der Serie 24, bekannt. In Filmcredits wird sie auch manchmal als Elizabeth Harris oder als Laura E. Harris genannt.
Ihre Schauspielkarriere startete sie 1990 mit der Stephen-King-Verfilmung Stephen Kings Es, gefolgt von zahlreichen Film- und Fernsehproduktionen wie Es lebt! (1997), The Faculty (1998), Severance (2006) und Defying Gravity – Liebe im Weltall (2009). Anschließend gründete Harris zusammen mit einem Freund eine eigene Produktionsfirma namens Rocket Chicken International Pictures.

## Filmografie (Auswahl)

### Als Schauspielerin
- 1990: Stephen Kings Es (It)
- 1992: Stay Tuned
- 1994: Highlander (Fernsehserie, Folge 3x08)
- 1995: Akte X – Die unheimlichen Fälle des FBI (The X-Files, Fernsehserie, Folge 2x14)
- 1996: Sliders – Das Tor in eine fremde Dimension (Sliders, Fernsehserie, Folge 2x11)
- 1996: Auf dem Spielfeld ist die Hölle los (The Halfback of Notre Dame, Fernsehfilm)
- 1997: Suicide Kings
- 1997: Poltergeist – Die unheimliche Macht (Poltergeist: The Legacy, Fernsehserie, Folge 2x09)
- 1997: Es lebt! (Habitat)
- 1997, 2001: Outer Limits – Die unbekannte Dimension (The Outer Limits, Fernsehserie, 2 Folgen)
- 1998: The Faculty
- 1999: The Manor
- 1999: Ticket to Love
- 2000: The Highwayman
- 2000: The Calling
- 2001: Going Greek
- 2002–2003: 24 (Fernsehserie, 14 Folgen)
- 2003: Jake 2.0 (Fernsehserie, Folge 1x10)
- 2004: Dead Like Me – So gut wie tot (Dead Like Me, Fernsehserie, 24 Folgen)
- 2005–2006: Dead Zone (The Dead Zone, Fernsehserie, 3 Folgen)
- 2006: Stargate Atlantis (Fernsehserie, Folge 3x15)
- 2006: Severance
- 2007: CSI: Vegas (CSI: Crime Scene Investigation, Fernsehserie, Folge 7x17)
- 2007–2008: Women’s Murder Club (Fernsehserie, 13 Folgen)
- 2008: Corporate Affairs
- 2009: Defying Gravity – Liebe im Weltall (Defying Gravity, Fernsehserie, 13 Folgen)
- 2009: Merlin und das Schwert Excalibur (Merlin and the Book of Beasts, Fernsehfilm)
- 2010: Warehouse 13 (Fernsehserie, Folge 2x08)
- 2011: Snowmageddon – Hölle aus Eis und Feuer (Snowmageddon, Fernsehfilm)
- 2013: Officer Down
- 2014: Preggoland
- 2014: The Privileged
- 2015: Whole Day Down (Fernsehserie, 5 Folgen)
- 2021: Scaredy Cats (Fernsehserie, 3 Folgen)
- 2021: Gone Mom

### Als Synchronsprecherin
- 1988: Beany and Cecil (5 Folgen)
- 1992: My Little Pony Tales (21 Folgen) … als Bright Eyes/Tunefull
- 1995: Darkstalkers (13 Folgen) … als Hairball
- 2009: Astonishing X-Men … als Kitty Pride/Shadowcat
- 2014: Hulk and the Team S.M.A.S.H. (1 Folge) … als Elloe Kaifi